# Veselin Matić
Veselin Matić (cyr. Веселин Матић; ur. 21 lipca 1960) – serbski koszykarz i trener, od 30 marca 2005 do 31 marca 2006 selekcjoner reprezentacji Polski seniorów w koszykówce mężczyzn.

## Kariera zawodnicza
- FK Crvena zvezda (do 1979)
- Beovuk, III liga (1979–1983)

## Kariera trenerska
- Crvena Zvezda, trener kadetów (1983-1989)
- asystent trenera (Dusko Vujosevicia) w juniorach i kadetach dawnej Jugosławii, roczniki 1969-1970 (1988-1989)
- OKK Belgrad, I trener, II liga (1989-1990)
- Karlsruhe, I trener, II liga niemiecka (1990-1993)
- Crvena Zvezda, asystent Vladislava Lucicia (1993-1994)
- Partizan Belgrad, asystent Ranko Żeravicy (1994-1996)
- trener reprezentacji kadetów Serbii rocznika 1981 i asystent juniorów rocznika 1980 (1996-1997)
- Freiburg, I trener, I liga niemiecka (1997-1998)
- Polonia Warszawa, I trener, II liga polska (1999-2000)
- Rhein Energie Kolonia, I trener, II liga niemiecka (2000-2001)
- trener wspomagający w reprezentacji seniorów Serbii (2001-2002)
- Rhein Energie, asystent Svetislava Pesicia, I liga niemiecka (2001-2002)
- Rhein Energie, dyrektor sportowy (2002-2004)
- trener reprezentacji Polski seniorów (2005-2006)
- BC Kalev Tallinn, I trener, liga estońska (lipiec 2006-)

## Sukcesy
- wicemistrzostwo Jugosławii kadetów z Crveną Zvezdą
- mistrzostwo Jugosławii jako asystent z Crveną Zvezdą i Partizanem w latach 90.
- mistrzostwo Europy kadetów w 1997 roku z Jugosławią
- utrzymanie zespołu Freiburga w Bundeslidze w 1998 roku
- awans z Polonią Warszawa do PLK w 2000 roku
- awans z Rhein Energie Kolonia do Bundesligi w 2001 roku
- miał udział, jako trener wspomagający, w mistrzostwie Europy i świata seniorskiej reprezentacji Serbii prowadzonej przez trenera Svetislava Pesicia w latach 2001-2002.
- Puchar Estonii (2008)